# Hoča Zagradska
Hoçë e Qytetit en albanais et Hoča Zagradska en serbe latin (en serbe cyrillique : Хоча Заградска) est une localité du Kosovo située dans la commune/municipalité de Prizren et dans le district de Prizren/Prizren. Selon le recensement kosovar de 2011, elle compte 3 410 habitants.

## Démographie

### Évolution historique de la population dans la localité
| 1948 | 1953 | 1961  | 1971  | 1981  | 1991  | 2011  |
| ---- | ---- | ----- | ----- | ----- | ----- | ----- |
| 740  | 810  | 1 083 | 1 510 | 2 127 | 2 658 | 3 410 |

|  |

### Répartition de la population par nationalités (2011)
En 2011, les Albanais représentaient 99,85 % de la population.